# Prelude to a Dream
Prelude to a Dream è il primo album discografico in studio della cantante statunitense Jackie Evancho, pubblicato nel 2009.

## Il disco
Il disco è stato pubblicato in maniera indipendente. La cantante aveva solo nove anni durante il periodo di realizzazione dell'album.
Il disco consiste in una serie di cover di famosi brani del repertorio crossover classico di artisti come Andrea Bocelli, Martina McBride, Josh Groban e altri.
Nove mesi dopo la pubblicazione del disco, l'artista si è esibita nel corso della trasmissione America's Got Talent e questo ha permesso all'album di entrare nella classifica Billboard 200.
Il brano originale Teaching Angels How to Fly è scritto da James Breedwell.

## Tracce
1. Everytime – 3:42
2. Concrete Angel – 4:03
3. Teaching Angels How to Fly – 5:18
4. Starry Starry Night (Vincent) – 4:43
5. Think of Me – 3:09
6. Memory – 3:53
7. To Where You Are – 3:52
8. River of Dreams – 4:23
9. Dark Waltz – 4:21
10. The Prayer – 4:30
11. Amazing Grace – 4:43
12. Ave Maria – 4:52
13. O Mio Babbino Caro – 4:04
14. Con Te Partirò – 3:54